# Принцип реальності
У фройдистській психології та психоаналізі принцип реальності (нім. Realitätsprinzip, англ. reality principle) — це здатність розуму приймати реальність зовнішнього світу та діяти відповідно до неї, на відміну від принципу задоволення. Принцип реальності є керівним принципом дій еґо після його поступового розвитку з "еґо задоволення" до "еґо реальності".

## Історія
Фройд стверджував, що виховане таким чином «еґо стало «розумним»; воно більше не дозволяє керувати собою принципу задоволення, а підкоряється принципу реальності, який також у своїй основі прагне отримати задоволення, але задоволення, яке забезпечується врахуванням реальності, навіть якщо це задоволення відкладене та зменшене».
У своїх вступних лекціях 1915 року у Віденському університеті Фройд популяризував концепцію несвідомого як найбільшої та найвпливовішої частини розуму, включно з тими потягами, інстинктами та мотивами, які люди часто змушені заперечувати, окрім як у прихованій формі. У 23-й лекції Фройд обговорював конфлікт між сферою «Фантазії» та принципом реальності, порівнюючи перше з природним заповідником. Однак він стверджував, що «існує шлях, який веде назад від фантазії до реальності — шлях мистецтва».
Джонатан Лір стверджував, що насправді існував етичний вимір концепції принципу реальності Фройда, в якому він був протиставлений невротично спотвореному світогляду.